# إيفا ماكاباجال
إيفا ماكاباجال هي طبيبة فلبينية، ولدت في 1 نوفمبر 1915 في Binalonan ‏ في الفلبين، وتوفيت في 16 مايو 1999 في الفلبين.